# Società Ginnastica di Torino 1899
Questa voce raccoglie le informazioni riguardanti la Società Ginnastica di Torino nelle competizioni ufficiali della stagione 1899.

## Stagione
La Ginnastica Torino partecipò al suo secondo campionato. Dopo aver superato nell'eliminatoria piemontese il Torinese, la squadra venne eliminata in semifinale dall'Internazionale Torino. Oltre agli incontri di campionato, la squadra disputò alcuni tornei amichevoli interni.

## Divise
La maglia utilizzata per gli incontri di campionato era blu con striscia rossa orizzontale.
| Manica sinistra · Maglietta · Maglietta · Manica destra · Pantaloncini · Calzettoni |

## Organigramma societario
Area direttiva
- Presidente: Angelo Mosso[3]

Area tecnica
- Allenatore: Gustavo Falchero

## Rosa[4]
| N. |                   | Ruolo | Calciatore          |
| -- | ----------------- | ----- | ------------------- |
|    | Italia (bandiera) | D     | Giuseppe Arese      |
|    | Italia (bandiera) | D     | Valentino Garabello |
|    | Italia (bandiera) | D     | Giovanni Ravelli    |
|    | Italia (bandiera) | D     | Pietro Ravelli      |
|    | Italia (bandiera) | C     | Giacinto Bonfante   |
|    | Italia (bandiera) | A     | Cominetti           |
|    | Italia (bandiera) | A     | Giulio De Giuli     |

| N. |                   | Ruolo | Calciatore         |
| -- | ----------------- | ----- | ------------------ |
|    | Italia (bandiera) | A     | Giovanni Trombetta |
|    | Italia (bandiera) |       | Carlo Durelli      |
|    | Italia (bandiera) |       | Guido Marietti     |
|    | Italia (bandiera) |       | Carlo Minacci      |
|    | Italia (bandiera) |       | Racca              |
|    | Italia (bandiera) |       | Luigi Ravelli      |

## Calciomercato
| Acquisti | Acquisti | Acquisti | Acquisti |
| R.       | Nome     | da       | Modalità |
| -------- | -------- | -------- | -------- |

| Cessioni | Cessioni         | Cessioni | Cessioni      |
| R.       | Nome             | a        | Modalità      |
| -------- | ---------------- | -------- | ------------- |
|          | Gustavo Falchero |          | fine carriera |

## Risultati

### Campionato Italiano di Football

#### Eliminatoria piemontese
| Arbitro: | Savage (Torino) |

|   |           |  |
| ? | Marcatori |  |

#### Semifinale
| Arbitro: | De Rote (Torino) |

|             |           |  |
| Bosio Weber | Marcatori |  |

## Statistiche

### Statistiche di squadra
| Competizione                    | Punti | In casa | In casa | In casa | In casa | In casa | In casa | In trasferta | In trasferta | In trasferta | In trasferta | In trasferta | In trasferta | Totale | Totale | Totale | Totale | Totale | Totale | DR |
| Competizione                    | Punti | G       | V       | N       | P       | Gf      | Gs      | G            | V            | N            | P            | Gf           | Gs           | G      | V      | N      | P      | Gf     | Gs     | DR |
| ------------------------------- | ----- | ------- | ------- | ------- | ------- | ------- | ------- | ------------ | ------------ | ------------ | ------------ | ------------ | ------------ | ------ | ------ | ------ | ------ | ------ | ------ | -- |
| Campionato Italiano di Football | 2     | 1       | 1       | 0       | 0       | 2       | 0       | 1            | 0            | 0            | 1            | 0            | 2            | 2      | 1      | 0      | 1      | 2      | 2      | 0  |

### Statistiche dei giocatori
| Giocatore     | Campionato Italiano di Football | Campionato Italiano di Football |
| Giocatore     | Presenze                        | Reti                            |
| ------------- | ------------------------------- | ------------------------------- |
| G. Arese      | 2                               | 0                               |
| G. Bonfante   | 0                               | 0                               |
| G. De Giuli   | 0                               | 0                               |
| V. Garabello  | 0                               | 0                               |
| G. Ravelli II | 0                               | 0                               |
| P. Ravelli I  | 2                               | 0                               |
| G. Trombetta  | 2                               | 0                               |